# コベリティ
コベリティ (Coverity) 、またはカバリティは、シノプシスが開発・販売しているソフトウェア開発において静的コード解析を行うソフトウェアである。ソフトウェア開発の品質・生産性向上を目的としている。
もともとはスタンフォード大学の研究室からスピンアウトして2002年に設立、2003年に創業したCoverity, Inc.が開発し販売していた。日本でも2005年に代理店を通じて販売を開始し、2007年12月から日本支社を設立し直販していた。2014年2月19日にSynopsys, Inc.がCoverity, Inc.を買収し、現在は同社が開発・販売している。
2012年時点で、アメリカの組込み静的解析ツール市場において、35.8%と最大のシェアを誇っていた。
Coverityは、ビルドのプロセスを監視しコールグラフ、制御フローグラフなどの中間モデルを生成した上で、実行可能なパスを網羅的にチェックするというアプローチを採用している。NULLポインタの間接参照や、リソースリーク、デッドロックなどの発生条件が複雑で、関数間をまたがるようなランタイムエラーを検出することが可能である。また、その解析技術にはSATソルバが実装されている。
また、他の静的コード解析ツールと比較して、誤検知率が低いことも特徴である。

## 対応言語
以下のプログラミング言語に対応している。
C/C++、C#、Java、JavaScript、PHP、Python、.NET Core、ASP.NET、Objective-C、Go、JSP、Ruby、Swift、Fortran、Scala、VB.NET、iOS、TypeScript

## Coverity Scan
Coverity Scanは、2006年にCoverity, Inc.が米国土安全保障省と共同で立ち上げられたもので、オープンソースソフトウェアを対象にしたセキュリティ検査を実施するプロジェクトである。GitHubなどに公開されているオープンソースのソフトウェアであれば、Coverityを用いて無償で静的コード解析を実施することができる。
2018年現在、約5,500のオープンソースプロジェクトが調査され、約27万人の開発者に利用されている。